# Fröhlich (Familienname)
Fröhlich oder Froehlich ist ein deutscher Familienname.

## Namensträger

### A
- Abraham Emanuel Fröhlich (1796–1865), Schweizer Theologe und Schriftsteller
- Adolf Fröhlich (Fabrikant), rumänisch-österreichischer Fabrikant
- Adolf Fröhlich (Architekt), deutscher Architekt
- Albert Fröhlich (1925–2008), rumäniendeutscher Dirigent und Chorleiter
- Albrecht Fröhlich (1916–2001), britischer Mathematiker
- Alexander Fröhlich (* 1975), deutscher Journalist
- Alexandra Fröhlich (1967–2025), deutsche Schriftstellerin und Journalistin
- Alfred Fröhlich (Mediziner) (1871–1953), österreichischer Pharmakologe und Pathologe
- Alfred Fröhlich (Musiker) (1875–1942), deutscher Kapellmeister
- Amalie Froehlich (1876–1938), deutsche Politikerin (DVP)
- Amos Fröhlich (* 1930), Tierarzt, Chronist und Zeitzeuge
- André Fröhlich (* 1969), deutscher Volleyball- und Beachvolleyballspieler
- Andreas Fröhlich (* 1965), deutscher Hörspiel- und Synchronsprecher
- Andreas D. Fröhlich (* 1946), deutscher Sonderpädagoge
- Anja Fröhlich (Schriftstellerin) (* 1964), deutsche Schriftstellerin, Jugend- und Kinderbuchautorin
- Anja Fröhlich (Fußballspielerin) (* 1967), deutsche Fußballspielerin
- Anna Katharina Fröhlich (* 1971), deutsche Schriftstellerin und Übersetzerin
- Annerose Fröhlich (1893–1970), deutsche Pädagogin und Historikerin
- Annika Fröhlich (* 1986), deutsche Fußballspielerin
- Anton Fröhlich (Bildhauer) (1776–1841), deutscher Bildhauer
- Anton Fröhlich (Schriftsteller) (1914–1989), deutscher Heimatschriftsteller
- Anton Fröhlich von Fröhlichsthal (1760/1763–1846), österreichischer Arzt und Pharmakologe
- August Froehlich (Pfarrer) (1891–1942), deutscher Priester und Widerstandskämpfer
- Axel Fröhlich (* 1968), deutscher Karikaturist und Buchautor

### B
- Bernd Fröhlich (* 1962), deutscher Informatiker und Hochschullehrer
- Bernhard Fröhlich (1823–1885), deutscher Maler, Illustrator und Fotograf
- Betty Fröhlich († 1879), österreichische Musikerin und Sängerin sowie Blumen- und Porträt-Miniaturmalerin, Kopistin und Kunsterzieherin

### C
- Cäcilie Fröhlich (1900–1992), deutsche Mathematikerin
- Carl Fröhlich (1813–1880), deutscher Beamter
- Christian Fröhlich (Fußballspieler) (* 1977), deutscher Fußballspieler
- Christian Ludwig Fröhlich (1799–1870), deutscher Scharfrichter
- Christiane Fröhlich (* 1977), deutsche Friedens- und Konfliktforscherin
- Christine Fröhlich (1948–2015), österreichische Politikerin (ÖVP)
- Clara Fröhlich (* 2004), deutsche Fußballspielerin
- Claudia Fröhlich (* 1967), deutsche Filmeditorin
- Claudio Gilberto Froehlich (1927–2023), brasilianischer Zoologe
- Cyprian Fröhlich (1853–1931), deutscher Kapuziner

### D
- Detlev Fröhlich (* 1953), deutscher Sanitätsoffizier
- Dieter Fröhlich (* 1958), Schweizer Unternehmer und Sportfunktionär

### E
- Edmund Fröhlich (Theologe) (1867–1943), deutscher evangelischer Theologe und Heimatkundler
- Edmund Fröhlich (Manager) (* 1956), deutscher Klinikmanager und Verbandsfunktionär
- Elfi E. Fröhlich (* 1951), deutsche Künstlerin
- Elke Fröhlich (* 1944), deutsche Historikerin
- Else Fröhlich (1890–1986), deutsche Kinderbuchautorin
- Emil Fröhlich (1862–1950), deutscher Maler
- Erasmus Fröhlich (1700–1758), österreichischer Jesuit, Historiker, Bibliothekar und Numismatiker
- Eric Froehlich (* 1984), US-amerikanischer Pokerspieler
- Ernst Fröhlich (1810–1882), deutscher Maler und Xylograf
- Eudóxia Maria Froehlich (1928–2015), brasilianische Zoologin
- Eugen Fröhlich (1910–1971), deutscher Kiefer- und Gesichtschirurg
- Ewald Fröhlich (1914–2008), oberschlesischer Priester im Bistum Eichstätt und Herausgeber des „Heimatbriefes Schönau O/S“

### F
- Florian Froehlich (* 1959), Schweizer Künstler
- Frank Fröhlich (* 1964), deutscher Gitarrist und Komponist
- Franz von Fröhlich (1771–1813), österreichischer Generalmajor
- Franz Fröhlich (Mediziner), deutscher Mediziner
- Franz Fröhlich (Architekt) (Franz Xaver Fröhlich; 1823–1889), österreichischer Architekt
- Franz Fröhlich (Philologe, 1849) (1849–1912), Schweizer Klassischer Philologe
- Franz Fröhlich (Philologe, 1869) (1869–nach 1942), deutscher Klassischer Philologe
- Franz Fröhlich (Ingenieur) (1898–1983), österreichischer Ingenieur, Manager und Hochschullehrer
- Franz Fröhlich (Schauspieler) (1901–1964), deutscher Schauspieler
- Franz Joseph Fröhlich (1780–1862), deutscher Musikwissenschaftler und Pädagoge
- Friedhelm Fröhlich (* 1952), deutscher Fußballtrainer
- Friedrich Fröhlich (Politiker) (1880–1964), deutscher Politiker, Bürgermeister von Crailsheim
- Friedrich Fröhlich (Heimatforscher) (1892–1971), deutscher Lehrer und Heimatforscher
- Friedrich Karl Fröhlich (1930–2001), deutscher Politiker (SPD)
- Friedrich Theodor Fröhlich (1803–1836), Schweizer Komponist
- Friedrich Wilhelm Fröhlich (1879–1932), österreichisch-deutscher Physiologe
- Fritz Fröhlich (Politiker) (1887–1962), deutscher Landwirt und Politiker (NSDAP)
- Fritz Fröhlich (Maler, 1910) (1910–2001), österreichischer Maler und Lyriker
- Fritz Fröhlich (Maler, 1928) (1928–2006), deutscher Maler

### G
- Georg Fröhlich (Architekt) (1853–1927), deutscher Architekt
- Georg Froehlich (Rechtswissenschaftler) (1872–1939), österreichischer Jurist, Rechtswissenschaftler und Verfassungsrichter
- Georg Fröhlich (Richter) (1884–1971), deutscher Jurist und Richter
- Georg Fröhlich (Rennfahrer) (* 1988), deutscher Motorradrennfahrer
- Georg Karl Fröhlich (1875–nach 1933), deutscher Politiker, Abgeordneter des Provinziallandtages der preußischen Provinz Hessen-Nassau
- Gerhard Fröhlich (* 1953), österreichischer Kulturtheoretiker und Wissenschaftsforscher
- Gerd Fröhlich (1929–2010), deutscher Phytopathologe
- Gert Fröhlich (* 1940), deutscher Fußballspieler
- Gertie Fröhlich (1930–2020), österreichische Malerin, Grafikerin
- Gertrude Fröhlich-Sandner (1926–2008), österreichische Politikerin (SPÖ)
- Gisela Fröhlich (* 1942), deutsche Politikerin (SPD)
- Gottlieb Fröhlich (* 1948), Schweizer Ruderer
- Günter Fröhlich (Manager) (* 1948), deutscher Manager
- Günter Fröhlich (* 1969), deutscher Philosoph
- Günther Fröhlich (* 1945), deutscher Pferdetrainer und -züchter
- Gustav Fröhlich (1902–1987), deutscher Schauspieler

### H
- Hans Fröhlich (Mediziner) (1902–1957), deutscher Dermatologe
- Hans Fröhlich (Jurist) (1902–?), deutscher Jurist und Redakteur
- Hans Fröhlich (Architekt) (* 1922), deutscher Architekt
- Hans Fröhlich (Geodät) (1947–2016), deutscher Geodät und Hochschullehrer
- Hans-Elias Fröhlich (* 1947), Schweizer Musikjournalist
- Hans-Gerd Fröhlich (1914–1995), deutscher Politiker (WAV, BHE)
- Hans Joachim Fröhlich (Forstwissenschaftler) (auch Hans-Joachim Fröhlich; 1923–2008), deutscher Forstwissenschaftler und Naturschützer
- Hans-Joachim Fröhlich (General) (* 1946), deutscher Brigadegeneral
- Hans-Jürgen Fröhlich (1932–1986), deutscher Schriftsteller
- Harold Vernon Froehlich (* 1932), US-amerikanischer Politiker
- Hedwig Fröhlich (1833–1922), Hausvorsteherin der Diakonissenanstalt Dresden
- Heinrich Fröhlich (1826–1881), deutscher evangelischer Pfarrer
- Heinz Fröhlich (1926–1999), deutscher Fußballspieler
- Helmut Fröhlich (* 1929), deutscher Politiker (SPD)
- Henrique Froehlich (1919–2003), brasilianischer Geistlicher, Bischof von Sinop
- Herbert Fröhlich (1905–1991), deutscher Physiker
- Herbert Fröhlich (Musiker) (1901–nach 1949), deutscher Musiker
- Herbert Fröhlich (Maler) (* 1949), deutscher Maler
- Hermann Fröhlich (* um 1941), österreichischer Badmintonspieler
- Horst Fröhlich (1934–2017), deutscher Germanist und Ethnograph
- Hubert Fröhlich (1928–2005), deutscher Produktionsleiter

### I
- Ida Fröhlich (1884–1951), Schweizer Malerin und Grafikerin
- Ines Fröhlich (* 1964), deutsche politische Beamtin (SPD)
- Ingo Fröhlich (* 1966), deutscher Bildhauer und Zeichner
- Ingrid Fröhlich (1940–2021), deutsche Schauspielerin und Unternehmerin
- Irene Fröhlich (* 1944), deutsche Politikerin (Bündnis 90/Die Grünen)
- Isidor Fröhlich (1852–1931), ungarischer Physiker

### J
- Jack Edward Froehlich (1921–1967), US-amerikanischer Raketenwissenschaftler
- Jan Fröhlich (* 1980), tschechischer Badmintonspieler
- Jens Fröhlich (Asemit), deutscher rechtsextremer Sänger und Musikverleger
- Johann Fröhlich (Widerstandskämpfer) (1911–1934), österreichischer Widerstandskämpfer
- Johann Fröhlich (Diplomat) (* 1952), österreichischer Diplomat
- Johann von Gott Fröhlich (1780–1849), deutscher klassischer Philologe
- Johannes Frederik Fröhlich (Johannes Frederik Frøhlich; 1806–1860), dänischer Komponist deutscher Herkunft
- John Froehlich (1849–1933), US-amerikanischer Erfinder
- Josef Froehlich (Unternehmer), deutscher Unternehmer und Kunstsammler
- Josef Fröhlich (Ingenieur) (1904–1978), deutscher Ingenieur
- Josef Fröhlich (Politiker) (1925–2021), österreichischer Politiker (ÖVP), Wiener Landtagsabgeordneter
- Josef Fröhlich (Schauspieler) (1933–1995), österreichischer Schauspieler
- Joseph Fröhlich (1694–1757), deutscher Hofnarr von August dem Starken
- Josephine Fröhlich (1803–1878), österreichische Sängerin
- Jürg Fröhlich (* 1946), Schweizer Physiker
- Julius Johann Fröhlich (1853–1923), österreichischer Architekt

### K
- Karl Fröhlich (Künstler) (1821–1898), deutscher Lyriker und Scherenschnitt-Künstler
- Karl Fröhlich, Pseudonym von Karl Frey (Regisseur) (1866–1950), deutscher Schauspieler, Regisseur und Drehbuchautor
- Karl Fröhlich (Konstrukteur), deutscher Autokonstrukteur
- Karl Fröhlich (Fußballspieler) (* 1944), österreichischer Fußballspieler
- Katharina Fröhlich (1800–1879), österreichische Verlobte von Franz Grillparzer
- Katrin Fröhlich (* 1968), deutsche Synchronsprecherin und Schauspielerin
- Klaudi Fröhlich (Klaus-Dieter Fröhlich; 1940–2019), deutscher Regisseur bei Fernsehen und Shows, sowie Drehbuchautor
- Klaus Fröhlich (Physiker) (1937–2014), deutscher Physiker
- Klaus Fröhlich (Manager) (* 1960), deutscher Ingenieur und Industriemanager
- Klaus Fröhlich-Gildhoff (* 1956), deutscher Psychologe und Hochschullehrer
- Kurt Karl Fröhlich (1890–1941), Abgeordneter des Provinziallandtages der Provinz Hessen-Nassau

### L
- Lili Frohlich-Bume (Lili Fröhlich-Bum; 1886–1981), österreichisch-britische Kunsthistorikerin, Kunsthändlerin und Kunstkritikerin
- Linda Fröhlich (* 1979), deutsche Basketballspielerin
- Liselotte Meyer-Fröhlich (1922–2014), Schweizer Juristin und Zürcher Stadtpolitikerin (FDP)
- Lutz Michael Fröhlich (* 1957), deutscher Fußballschiedsrichter

### M
- Manuel Fröhlich (* 1972), deutscher Politikwissenschaftler und Hochschullehrer
- Marieli Fröhlich (* 1959), österreichische Werbefilmerin
- Mathilde Fröhlich (1867–1934), österreichische Opernsängerin (Alt)
- Marlis Robels-Fröhlich (* 1937), deutsche Politikerin (CDU), MdL
- Max Fröhlich (1908–1997), Schweizer Silber- und Goldschmied Schmuckdesigner und Autor
- Menowin Fröhlich (* 1987), deutscher Popsänger
- Michael von Fröhlich (1740–1814), österreichischer General
- Michael Fröhlich (* 1986), deutscher Eishockeyspieler
- Minna Fröhlich, deutsche Schauspielerin

### N
- Norbert Fröhlich (* 1960), deutscher Komponist und Hochschullehrer

### O
- Oliver Fröhlich (* 1967), deutscher Schriftsteller
- Otto Fröhlich, ein Pseudonym von Hermann Wenzel (Komponist) (1863–1944), deutscher Komponist
- Otto Fröhlich (Maler, 1869) (1869–1940), deutscher Maler und Radierer
- Otto Fröhlich (Komponist) († 1964), deutscher Komponist
- Otto Fröhlich (Botaniker) (1891–1975), deutscher Botaniker und Naturschützer
- Otto Fröhlich (Musiker), deutscher Trompeter
- Otto Fröhlich (Maler, 1956) (* 1956), deutscher Maler und Grafiker
- Otto Karl Fröhlich (1885–1964), österreichischer Bauingenieur

### P
- Paul Fröhlich (Künstler) (1901–1939), Schweizer Maler, Zeichner, Radierer und Bildhauer
- Paul Fröhlich (Politiker) (1913–1970), deutscher Parteifunktionär (SED)
- Paul Fröhlich (Fußballspieler) (* 1938), deutscher Fußballspieler
- Paul Fröhlich (Entertainer) (1962–2009), Moderator und Original der Stadt Leipzig
- Paul Fröhlich (Historiker), deutscher Historiker
- Paulina Fröhlich, deutsche Aktivistin, siehe: Egal gibt es nicht, Doku
- Paulinus Fröhlich (1903–1986), deutscher römisch-katholischer Theologe und Heimatforscher
- Pea Fröhlich (1943–2022), deutsche Autorin, Psychologin und Drehbuchautorin
- Peter Fröhlich (Autor) (1901–1984), deutscher Politiker und Mundartautor
- Peter Fröhlich (Fußballspieler) (* 1935), deutscher Fußballspieler
- Peter Fröhlich (Schauspieler) (1938–2016), österreichischer Sänger und Schauspieler
- Peter Fröhlich (Schachspieler) (* 1972), deutscher Schachspieler
- Petra Fröhlich (* 1974), deutsche Journalistin
- Philipp Fröhlich (* 1975), deutscher Künstler

### R
- René Fröhlich (* 1967), deutscher Politiker (Die Linke)
- Richard Fröhlich (* 1986), deutscher Basketballspieler
- Romy Fröhlich (* 1958), deutsche Kommunikationswissenschaftlerin und Hochschullehrerin
- Rudolf Fröhlich (Fotograf) (1922–2014), deutscher Fotograf
- Rudolf Alois Fröhlich (1819–1862), kroatischer Sprachwissenschaftler

### S
- Samuel Heinrich Fröhlich (1803–1857), Schweizer Erweckungsprediger und Konfessionsgründer
- Sascha Fröhlich (* 1979), deutscher Fernsehmoderator
- Siegbert Fröhlich (1929–1994), deutscher Wirtschaftsmathematiker und Politiker (FDP)
- Siegfried Fröhlich (Staatssekretär) (1920–2012), deutscher Beamter
- Siegfried Fröhlich (Prähistoriker) (1937–2018), deutscher Prähistoriker
- Silvia Fröhlich (* 1959), deutsche Ruderin
- Sonja Fröhlich, deutsche Journalistin
- Stefan Fröhlich (General) (1889–1978), deutscher General
- Stefan Fröhlich (Politikwissenschaftler) (* 1958), deutscher Politikwissenschaftler
- Susanne Fröhlich (* 1962), deutsche Journalistin
- Susanne Froehlich (* 1980), deutsche Althistorikerin

### T
- Theo Fröhlich (1899–1962), deutscher Förster und Forstbeamter
- Theodor Fröhlich (Buchhändler) (1858/1859–1905), deutscher Buchhändler
- Thomas Fröhlich (Archäologe) (* 1958), deutscher Klassischer Archäologe
- Thomas Fröhlich (Sinologe) (* 1966), Schweizer Sinologe
- Thomas Fröhlich (Regisseur) (* 1969), deutscher Filmregisseur

### U
- Ursula Fröhlich (1915–1995), deutsche Schauspielerin, Sängerin und Intendantin
- Uwe Fröhlich (* 1960), deutscher Bankmanager

### V
- Valentin Fröhlich (1888–1964), deutscher Jurist und Politiker

### W
- Walter Fröhlich (Vizeadmiral) (1893–1969), deutscher Vizeadmiral
- Walter Fröhlich (1927–2013), deutscher Journalist, Schriftsteller, Musiker und Fotograf
- Walter Fröhlich (Maler) (* 1939), Schweizer Maler
- Walter Fröhlich (Illustrator) (* 1967), österreichischer Comiczeichner und Illustrator
- Werner Fröhlich (* 1953), deutscher Ökonom, Sozialwissenschaftler und Hochschullehrer
- Werner D. Fröhlich (* 1931), österreichischer Psychologe und Hochschullehrer
- Wilhelm Fröhlich (Kreisrat) (1807–1891), Kreisrat im Großherzogtum Hessen
- Wilhelm Fröhlich (Rabbiner) (1832–1888), deutscher Rabbiner
- Wilhelm Fröhlich (1892–1969), Schweizer Lehrer
- William Froehlich (Politiker) (1857–1942), US-amerikanischer Politiker
- William Froehlich (Fußballspieler) (1890–1970), englischer Fußballspieler
- Willy Fröhlich (Komponist) (1894–1978), deutsch-französischer Musiker und Komponist
- Willy Fröhlich (Kunsthistoriker) (1907–1971), deutscher Kunsthistoriker und Ethnologe sowie Museumsdirektor
- Wolfgang Fröhlich (* 1953), deutscher politischer Beamter (CDU)